# Ihor Matviyenko
Ihor Matviyenko (Dnipropetrovsk, 17 de maio de 1971) é um velejador ucraniano. 

## Carreira
Ihor Matviyenko representou seu país nos Jogos Olímpicos de 1996, na qual conquistou a medalha de ouro classe 470 em 1996. 